# Natalska strelicija
Natalska strelicija (lat. Strelitzia nicolai) vazdazeleno drvo s juga Afrike iz porodice strelicijevki. Raste u Južnoafričkoj Republici (KwaZulu-Natal), Bocvani, Mozambiku i Zimbabveu, a uvezena je i u Meksiko, uz obalu Meksičkog zaljeva)

## Sinonimi
- Strelitzia quensonii Lem.

## Galerija
- S. nicolai
- S. nicolai

## Vanjske poveznice
|  | Zajednički poslužitelj ima još gradiva o temi Strelitzia nicolai |
|  | Wikivrste imaju podatke o taksonu Strelitzia nicolai             |